# Miranda's Victim
Pour plus de détails, voir Fiche technique et Distribution.
Miranda's Victim est un film de procès américain réalisé par Michelle Danner et sorti en 2023.
Le film met en vedette Abigail Breslin, Luke Wilson, Andy Garcia et Donald Sutherland. Il s'inspire de la vie de Patricia "Trish" Weir, qui a été kidnappée et violée par Ernesto Miranda en 1963,,. Le film dépeint également l'origine de l'avertissement Miranda (Miranda warning),,,.

## Synopsis
En 1963, Trish Weir est kidnappée et violée par Ernesto Miranda. Ce dernier est finalement arrêté. Mais une faille judiciaire sur ses aveux met en doute l'accusation. En 1965 se tient le procès Miranda v. Arizona.
Les conclusions amèneront à la création des Droits Miranda, l'année suivante.

## Fiche technique
- Titre original : Miranda's Victim
- Réalisation : Michelle Danner
- Scénario : George Kolber et J. Craig Stiles
- Musique : Holly Amber Church
- Photographie : Pierluigi Gigi Malavasi
- Montage : Teferi Seifu
- Production : Michelle Danner
- Sociétés de production :
- Distribution :
- Pays de production :  États-Unis
- Langue originale : anglais
- Format : couleur
- Genre : drame, biographie
- Durée : 127 minutes
- Dates de sortie :
  - États-Unis : 8 février 2023 (festival de Santa Barbara)
  - États-Unis : 6 octobre 2023

## Distribution
- Abigail Breslin : Trish Weir[2]
- Luke Wilson : Lawrence Turoff[2]
- Andy García : Alvin Moore[2]
- Donald Sutherland : juge Laurance T. Wren[6]
- Ryan Phillippe : John J. Flynn[6]
- Kyle MacLachlan : le juge en chef Earl Warren[3]
- Mireille Enos : Zeola Weir[3]
- Taryn Manning : Twila Hoffman[6]
- Emily VanCamp : Ann Weir[9]
- Sebastian Quinn : Ernesto Miranda[9]
- Enrique Murciano : détective Carol Cooley[9]
- Brent Sexton : sergent Nealis[9]
- Josh Bowman : Charles[9]
- Nolan Gould : James Valenti
- Dan Lauria : Dr Crawford

## Production
En mai 2022, il a été annoncé que Breslin, Wilson, Sutherland et Garcia avaient été choisis pour le film. En juin 2022, il a été annoncé que Phillippe, MacLachlan, Enos et Manning avaient été ajoutés au casting,.
Le tournage débute dans le New Jersey en juin 2022,. Il se déroule notamment à Middletown Township, Red Bank et à l'Université Monmouth.

## Sortie et accueil

### Date de sortie
Le film est présenté en avant-première mondiale au festival international du film de Santa Barbara le 8 février 2023 à l'Arlington Theatre de Santa Barbara en Californie.

### Critique
Liselotte Vanophem de OC Movies, TV & Streaming Reviews a donné au film une critique positive et a écrit : « Ce film peut sembler petit, mais il est énorme dans ce qu'il réalise. Avec un Breslin époustouflant en tête et une histoire déchirante et vraie que tout le monde a besoin d'entendre, chaque festival du film devrait inclure le dernier film de Danner dans son programme ».